# 輝海
輝海（てるみ、1986年2月13日 - ）は、日本の俳優、モデル。大阪府出身。株式会社howfun 代表取締役。特技はテコンドー(跆拳道1段、黒帯)。

## 人物
1986年2月13日生まれ。大阪府吹田市出身。学生時代にアルバイトをしていたバーの店長の後押しで俳優になることを決意。
身長177cm。足のサイズ26.5cm。
スリーサイズはB:89 W:72 H:84
愛称はテルミン。
特技はテコンドー、殺陣、アクション、サッカー。
2016年6月から株式会社GFAに所属、2021年12月31日付でGFAを退所。
2022年8月からエルアンドエル・ビクターエンタテインメントに所属、2023年11月30日付で退所。
2024年、制作会社「株式会社howfun」設立。(同年10月30日発表)
2024年12月より A&H Promotion とエージェント契約を結ぶ。
2025年2月1日、Bitfanにてオフィシャルファンクラブを開設。

## 出演作品

### ドラマ
- NTV 『美咲ナンバーワン!』 第6話 (2011年) - 荒高生 役
- TBS 『ハンチョウ4』 第8話 (2011年) - 翔太 役
- KTV 『新・ミナミの帝王10』 (2015年) - 零士 役
- TX 特番『私そこにいました。』 (2016年) - 市橋達也 役
- CX 月9『イチケイのカラス』 第3話 (2018年4月19日放送) - リーダー役
- EX｢『激アツ!!ヤンキーサッカー部』後編 (2018年9月28日放送) - 不良役
- MX 『僕ら的には理想の落語』第3・7・8・10・11・13話 (2021年1月6日 - 3月31日放送) - 成瀬美冬 役
- 東映特撮ファンクラブ 『仮面ライダーセイバー×ゴースト 』(2021年) - カミーユ 役[8]
- 東映特撮ファンクラブ 『仮面ライダースペクター×ブレイズ』 (2021年) - カミーユ / ガンマスペリオル 役
- Short Max『まさか！ガードマンのパパは世界一の金持ちだった』 第27・28話 (2025年6月14日配信開始) - 南郷 役 [9]

### 映画
- 『クローズZERO2』 (2008年) - 鳳仙高校戦闘員 役
- 『ローカルボーイズ!』 (2010年) - ジョージ 役
- 『TOKYO TRIBE』 (2014年) - ダンサー 役
- 『ピースオブケイク』 (2015年) - バンドマン 役
- 『闇金ウシジマくん3』 (2016年) - ホスト 役

### MV
- DOBERMAN INFINITY (2015年) - スクラッパーズメンバー役

### 舞台
2013年
- シス・カンパニー公演『今ひとたびの修羅』（2013年4月5日 - 29日 新国立劇場 中劇場）- 編集者 役 [10]
- 『毛皮のマリー』（2013年10月2日 - 6日 中野テアトルBONBON）- 詩人 役 [11]

2014年
- MUSICAL 美内すずえ× ガラスの仮面『女海賊ビアンカ』大阪公演（2014年4月19日 - 20日 森ノ宮ピロティホール）- ロレンツォ王子 役

2015年
- NOMUZUプロジェクト第三回公演『愚者よ』 - 保坂 役（2015年7月1日 - 7日 シアターグリーン BOX in BOX THEATER）[12]

2016年
- ミュージカル『ホス探へようこそ The Last Valentine』（2016年2月10日 - 14日 シアターサンモール）- 華山 役 [13]
- 『K-Lost Small World-』（東京 2016年7月22日 - 24日 AiiA 2.5 Theater Tokyo / 京都 2016年7月30日 - 31日 京都劇場）- 草薙出雲 役 [14]

2017年
- 『薄桜鬼SSL』（2017年4月21日 - 30日）- 不知火匡 役
- 『雷火』（2017年6月22日 - 26日）- ワタハタ 役

2018年
- 『心は孤独なアトム』（東京 2018年1月24日 - 28日 / 大阪 2018年2月3日 - 4日）- 百鬼丸 役
- 『THE STAGE ラッキードッグ1 first luck』（2018年3月24日 - 30日）- ジュリオ・ディ・ボンドーネ 役
- 『THE STAGE ラッキードッグ1 first luck+』（2018年6月30日 - 7月8日）- ジュリオ・ディ・ボンドーネ 役
- 『帝都探偵奇譚ジゴマ』（2018年10月24日 - 29日）- 蕗谷清 役
- 『BACK COAT〜裏裁判〜』（2018年11月27日 - 12月2日）- 中野翔太 役
- アドリブ心理劇『レジスタンスイレブン〜クリスマスを守り抜け〜』（2018年12月8日 - 16日 コフレリオ 新宿シアター）※11日のみ出演 [15]

2019年
- 『BASARA外伝〜KATANA 虹の話－銀杏－』（2019年1月24日 - 28日）- 赤目 役
- 『SECW（School entrance ceremony wars） 〜入学式戦争はモノガタリの始まり〜』（2019年4月3日 - 7日）- 佐竹慎 役
- 『信長の野望・大志 夢幻 ～本能寺の変～』（埼玉 2019年5月18日 / 東京 2019年5月21 - 26日）- 吉川元春 役
- 『スイートルームで悪戯なキス from 100シーンの恋＋』（2019年7月4日 - 7日）- 王蒼龍 役
- 『THE STAGE ラッキードッグ1 Break Through』（2019年7月31日 - 8月4日）- ジュリオ・ディ・ボンドーネ 役
- 『NINJA ZONE〜FATE OF THE KUNOICHI WARRIOR～』（2019年9月4日 - 8日）- 虎白 役
- ぴゅーぱミュージカル『夢幻泡影 〜夢〜』（2019年10月30日 - 11月3日　新宿村LIVE）-　門田祐平 役

2020年
- 『Starry☆Sky on STAGE』SEASON　2　～星雪譚　ホシノユキタン～（2020年1月15日 - 26日）- 柿野眞古都 役
- 『少年陰陽師』現代編・遠の眠りのみな目覚め（2020年2月22日 - 3月1日）- 騰蛇 役
- GEKKIIKE本公演　第11回『HIT LIST』（東京 2020年8月26日 - 30日 / 大阪 2020年9月4日 - 6日 / 福岡 2020年9月11日 - 13日）
- バッキャローシリーズ season3 第7弾『丘のバッキャロー!!』（2020年10月28日 - 11月3日）- 望月優汰 役
- 朗読劇『秋の終わりのリーディング文学』〜芥川龍之介編〜（2020年12月8日 - 13日）

2021年
- 舞台『DOGのBLUES』（2021年4月7日 - 11日 バルスタジオ）- ロック 役

2022年
- バッキャローシリーズ season3 第7弾：第8弾（後編）『雫のバッキャロー!!』（2022年5月11日 - 17日）- 望月優汰 役
- 劇場参加型エンターテイメント『THEATER ✕ GAMEα』（2022年6月9日 - 12日 コフレリオ新宿シアター）※11日・12日のみ出演
- 『THE STAGE ラッキードッグ1 Paradise Lost+』（2022年8月26日 - 29日）- ジュリオ・ディ・ボンドーネ 役
- 2.5次元ダンスライブ『VAZZROCK STAGE』Episode2「ペトリコール・ノスタルジー」（2022年10月6日 - 16日）- 五十鈴広大 役

2024年
- 『カタバミ』（2024年6月19日 - 23日）- 捨五郎 役 [16]
- 舞台『みんなでメイキング BL (再演)』（2024年8月16日 - 18日　新宿シアターモリエール）- 美作聖 役
- 『戦国妖狐 THE STAGE 世直し姉弟編』（2024年9月27日 - 10月4日 シアター1010）- 烈深 / 央鳳 役[17][18]

2025年
- 舞台『十二人の怒れる男たち』（2025年3月26日 - 30日 サンシャイン劇場）- 陪審員5番 役 [19]
- 舞台『華の天羽組-羽王戦争編-Powered by ヒューマンバグ大学』前編（2025年5月17日 - 25日 新宿FACE）- 室屋柊斗 役 [20]
- 舞台『華の天羽組-羽王戦争編-Powered by ヒューマンバグ大学』後編（2025年9月20日 - 28日 新宿FACE / 10月3日 - 5日 近鉄アート館）- 室屋柊斗 役 [21]

### イベント
- 『中村誠治郎の〇〇〇(よかよかよか) Round2』 (2024年11月3日 阿佐ヶ谷ロフトA) - ゲスト [22]

- 『Bitter or Sweet? -monoclone LAB.』 (2025年2月8日 中野シアターかざあな) - ノワール 役 [23]

### アプリゲーム
- サウンドノベル『百眼奇譚〜狐に嫁入り〜』 (2023年3月21日発売) - 主演 百眼の米吉 役 [24]

### 書籍
- GEKIIKE10周年記念 本公演第11回『HIT LIST』オフィシャルBOOK (2020年発行)

- 『僕ら的には理想の落語』オフィシャルBook （2021年3月26日発行、東京ニュース通信社） [25]

## プロデュース作品

### CD
- ドラマCD『茶水伝承ー火の国ー』 (2025年6月27日発売) [26]

### イベント
- 『Bitter or Sweet? -monoclone LAB.』 (2025年2月8日 中野シアターかざあな)
- 『Gem Stage』 (2025年7月6日 代々木MUSE HALL)
- ドラマCD『茶水伝承ー火の国ー』発売記念イベント(2025年10月12日 animate hall BLACK アニメイト池袋本店 北館9F)
- 『Gem Stage』vol.2 (2025年10月26日 代々木MUSE HALL)

## テコンドー実績
朴禎賢に師事。跆拳道1段、黒帯。
2014年
- 第11回 荒川テコンドー選手権大会 トゥル(型) 優勝

2015年
- 第3回 朝霞テコンドー選手権大会 トゥル(型) 優勝
- 第3回 朝霞テコンドー選手権大会 マッソギ(組手) 優勝
- 第3回 朝霞テコンドー選手権大会 SP テクニック 優勝
- 第3回 朝霞テコンドー選手権大会 MVP 選手